# 毛公鼎

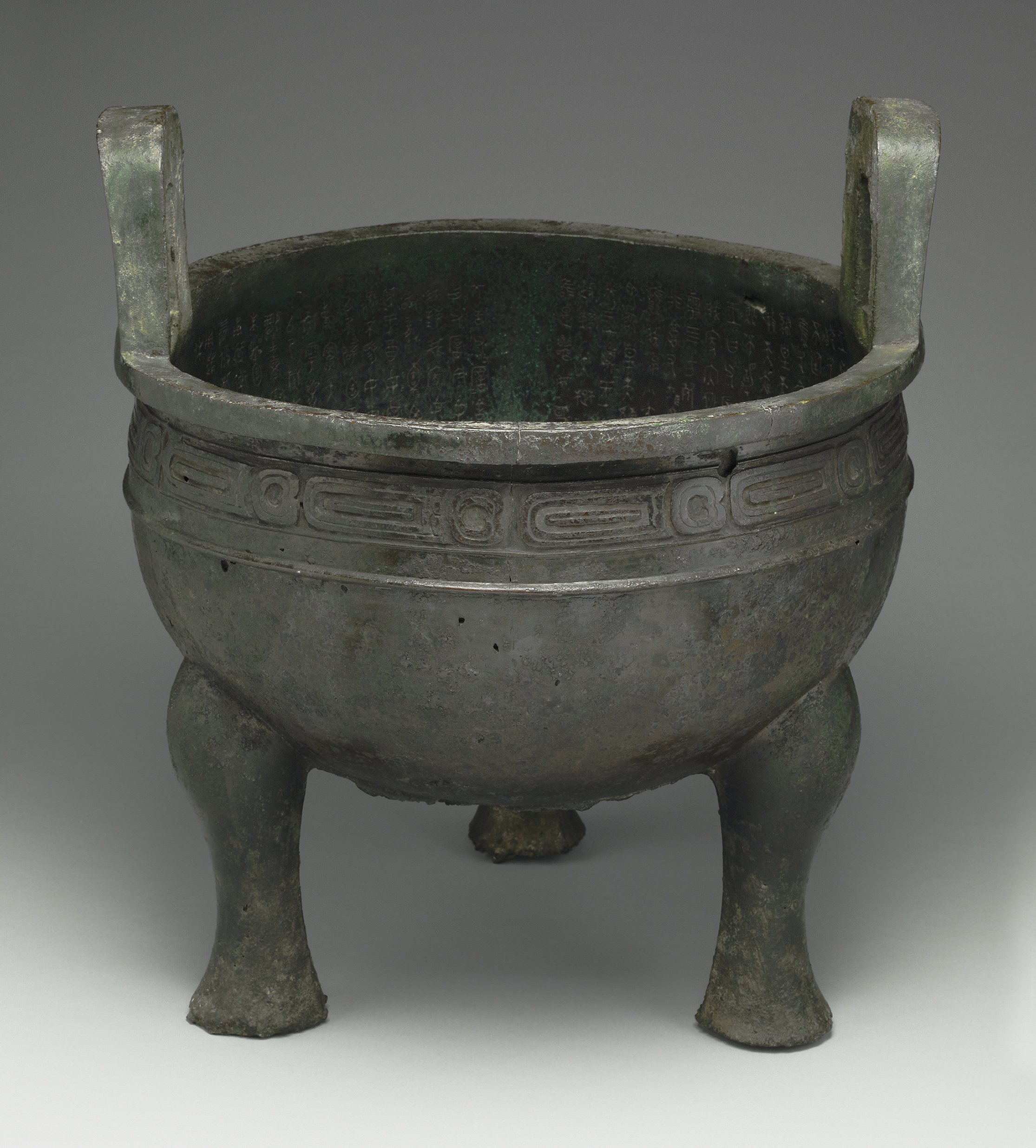
毛公鼎

毛公鼎（もうこうてい、拼音: Máo gōng dǐng）は、台湾国立故宮博物院所蔵の西周時代・紀元前9世紀ごろの鼎。
翠玉白菜・肉形石と並ぶ故宮三宝の一つであり、台湾国宝に指定されている。現存最長の金文が刻まれた考古資料でもある。

## 金文

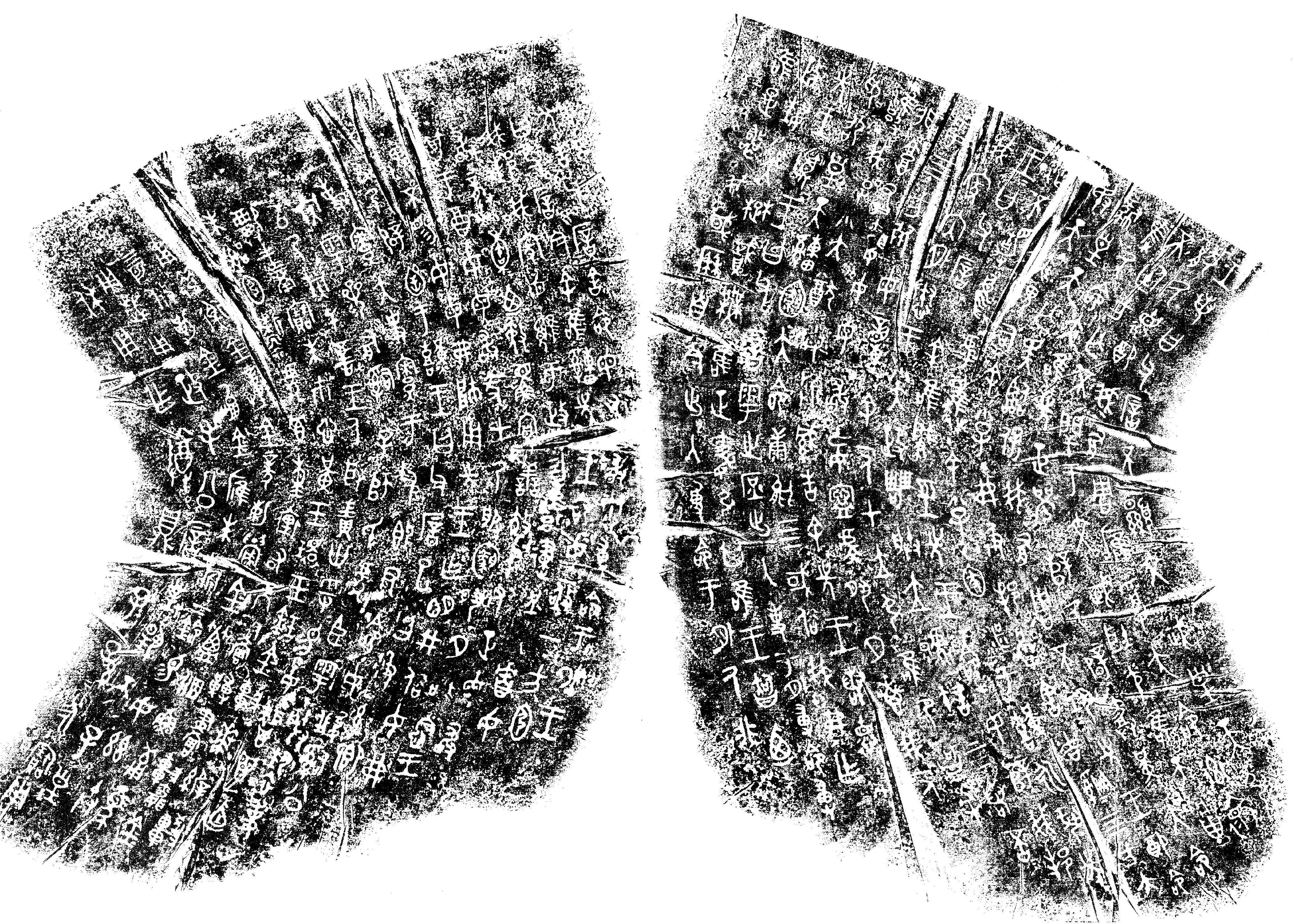
金文の拓本

鼎の口内に、現存最長の文量である497字の金文が刻まれている。鼎は、高さ53.8cm、口径47.9cm、重さ34.5kgであり、金文の長さの割にそこまで巨大ではない。
金文の内容は、西周の中興の祖である宣王が、臣下の毛公瘖（もうこうあん）に授けた官職任命の辞や訓戒である。毛公瘖は、文王の子の毛叔鄭の後裔と見られ、宣王による西周中興を支えた権臣だった。

## 伝来・受容

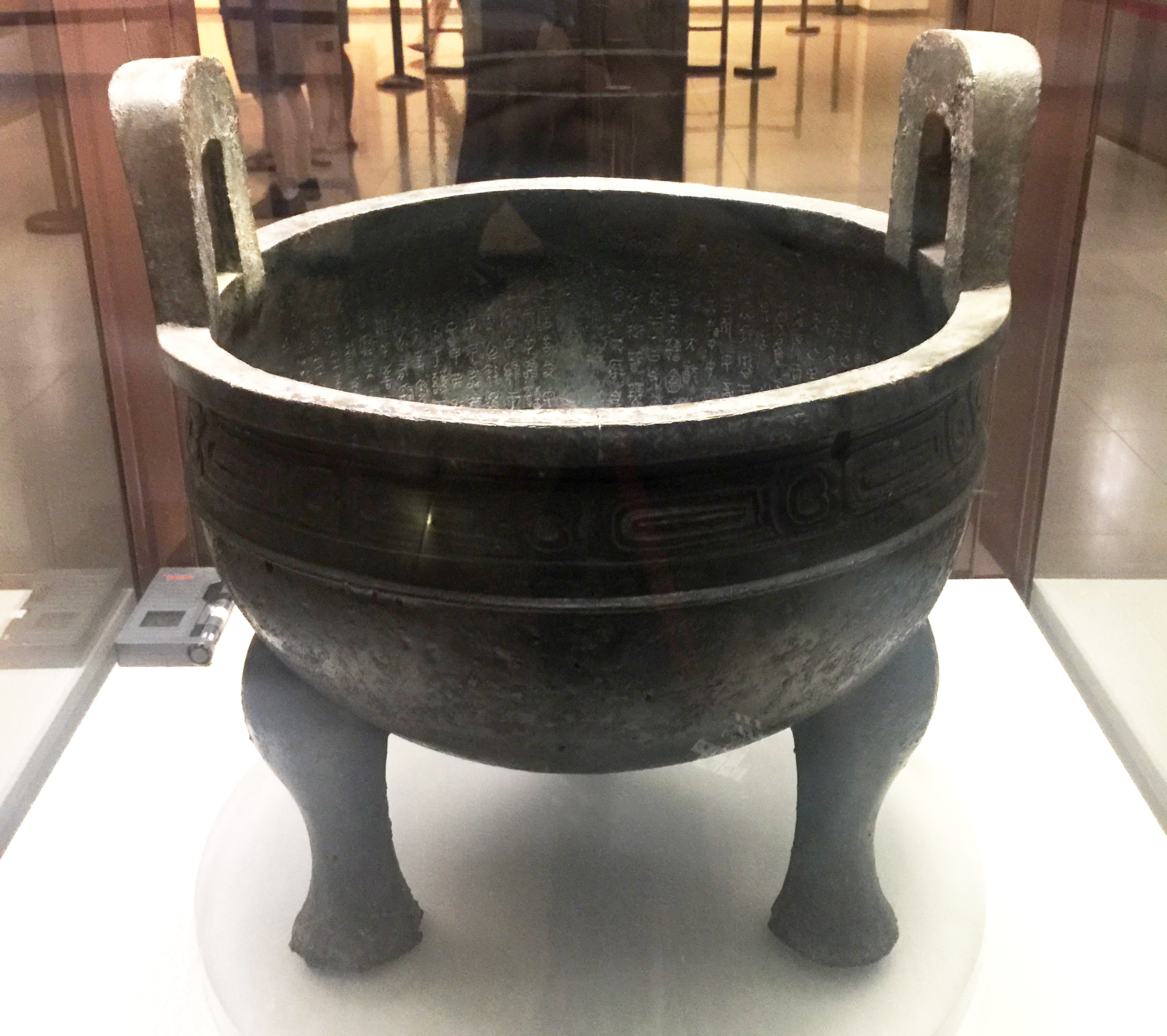
展示された毛公鼎

清代の道光23年（1843年）、陝西省岐山県にて出土した。以降、陳介祺・端方・葉恭綽の個人蔵を経て、国共内戦期の1946年、中華民国中央博物院（現・南京博物院）に収蔵された。遷台の際、故宮（紫禁城）旧蔵品とともに台湾に移送された。
毛公鼎が注目されるようになったのは民国初期のことであり、英国人記者のシンプソンが購入しようとした際に起こった国外流出阻止世論や、王国維・郭沫若らによる出土文字史料研究の高まりがあった。
21世紀現代では、国立故宮博物院の主要な収蔵品となっており、翠玉白菜・肉形石とともに故宮三宝に数えられ、また散氏盤・㝬鐘とともに故宮三大青銅器に数えられる。台湾国宝にも指定されている。